# Rainer Grund
Rainer Grund (* 1959 in Annaberg-Buchholz) ist ein deutscher Kunstwissenschaftler und Numismatiker. Von 2002 bis 2022 war er Direktor des Münzkabinetts der Staatlichen Kunstsammlungen Dresden.

## Leben
Grund studierte ab 1981 Kunstwissenschaft an der Universität Leipzig und schloss seine Studien 1986 mit der Diplomprüfung ab. In seiner Diplomarbeit befasste er sich mit dem Bildhauer und Medailleur Paul Sturm. Im selben Jahr trat er eine Stelle als wissenschaftlicher Mitarbeiter beim Münzkabinett der Staatlichen Kunstsammlungen in Dresden an. Mit einer Arbeit über „Die Entwicklung der Medaillenkunst an der Münzstätte Dresden im 17. Jahrhundert“ wurde er 1994 an der Universität Halle promoviert. Im Juli 2002 übernahm er als Nachfolger von Paul Arnold die Direktion des Münzkabinetts in Dresden. Seit 2003 ist er Vertreter des Freistaates Sachsen in der Numismatischen Kommission der Länder in der Bundesrepublik Deutschland, von 2004 bis 2018 war er deutscher Delegierter in der Fédération Internationale de la Médaille d’Art. Er war unter anderem für die Einrichtung der im Juni 2015 neu eröffneten Dauerausstellung des Münzkabinetts im Residenzschloss Dresden verantwortlich. Ende Mai 2022 trat er in den Ruhestand.
Grund ist Mitglied im Editorial Committee der Zeitschrift „The Medal“. Von 2003 bis 2005 übte er einen Lehrauftrag für Medaillenkunde an der Technischen Universität Dresden aus.

## Werke (Auswahl)
- Lumír Sindelár zum 70. Geburtstag. Ausstellungskatalog. Münzkabinett der Staatliche Kunstsammlungen Dresden in Verbindung mit dem Künstler. Dresden 1995
- Die Entwicklung der Medaillenkunst an der Münzstätte Dresden im 17. Jahrhundert. Gütersloh 1996
- Helmut Zobl – ein zeitgenössischer Wiener Medailleur. Prägungen und Bilder. Ausstellung des Münzkabinetts der Staatlichen Kunstsammlungen Dresden in Verbindung mit dem Künstler. 26. Mai – 18. November 2001 Dresden 2001